# Resolució 1856 del Consell de Seguretat de les Nacions Unides
La Resolució 1856 del Consell de Seguretat de les Nacions Unides fou adoptada per unanimitat el 22 de desembre de 2008. Recordant les resolucions anteriors sobre la República Democràtica del Congo, el Consell decideix ampliar el mandat de la Missió de les Nacions Unides a la República Democràtica del Congo (MONUC) durant un any més, fins al 31 de desembre de 2009, reforçant la seva força fins a 19.815 efectius militars, 760 observadors militars, 391 policies i 1.050 efectius de les unitats policials, amb mandat d'utilitzar "tots els mitjans necessaris" per garantir la protecció tant dels civils desarmats com del personal humanitari i de les Nacions Unides. Alhora condemna les repetides ofensives del Congrés Nacional per a la Defensa del Poble (CNDP) a Kivu Nord, els atacs de l'Exèrcit de Resistència del Senyor (LRA) a la província Orientale i les hostilitats dels grups armats il·legals a Ituri, instant-los a abandonar les armes immediatament i que s'entreguin incondicionalment a les autoritats congoleses i la MONUC per al desarmament, la repatriació o reassentament.